# Espeja
Espeja és un municipi de la província de Salamanca, a la comunitat autònoma de Castella i Lleó. Limita al Nord amb Gallegos de Argañán, a l'Est amb Carpio de Azaba, Campillo de Azaba i Ituero de Azaba, al Sud amb Puebla de Azaba i La Alamedilla i a l'Oest amb Almeida i Fuentes de Oñoro.

## Demografia
| 1991 | 1996 | 2001 | 2004 |
| ---- | ---- | ---- | ---- |
| 343  | 319  | 294  | 277  |